# نهر ألبرت (فكتوريا)
نهر ألبِرت (بالإنجليزية: Albert River) هو نهر في جيبسلاند جنوب شرق فكتوريا في أستراليا، مساحة حوضه 782 كم2، روافد النهر هي: فرع ألبرت اليسار، فرع النهر اليمين، جدول كاننغرا (بالإنجليزية: Canungra Creek)، جدول كينبابلي (بالإنجليزية: Cainbable Creek)، وجدول بيدادبا (بالإنجليزية: Bidaddaba Creek)، هذا النهر سُمي في العام 1841 من قبل شركة جيبسلاند.